# マルティン・ヤルヴェオヤ
マルティン・ヤルヴェオヤ（エストニア語: Martin Järveoja, 1987年8月18日)は、エストニア・エルヴァ出身のコ・ドライバー、柔道選手。オィット・タナックと共に、2019年の世界ラリー選手権 (WRC) ドライバーズ/コ・ドライバーズチャンピオンを獲得した。

## 略歴

### 柔道からラリーへ
政治家の元に生まれたヤルヴェオヤは20年以上の柔道歴があり、5度にチャンピオンに輝いた経歴がある。2006年からコ・ドライバーとしてデビューし、親戚とコンビを組んで地元の選手権にエントリーをした。

### WRCデビュー
2010年のヨルダン・ラリーからWRCに参戦。当初はプライベート参戦であった故にワークスにはかなわずにシーズンが終わり、そこからWRC2も兼ねてエントリーし、2014年のスウェーデンとフィンランドと勝利を収めランキング5位で終えた。

### タナックとの出会い
デビューしてからはプライベート参戦のままだったが、Mスポーツ(現:Mスポーツ・フォード)に加入し、当時DMACK・ワールドラリーチーム所属のオィット・タナックとコンビを組むことが決まった。2017年にイタリアでWRC初優勝を飾る。現在もタナックとの関係は良好である。

## 人物
- 大関・把瑠都と親交がある[4]。